# Richard von Schubert (General)

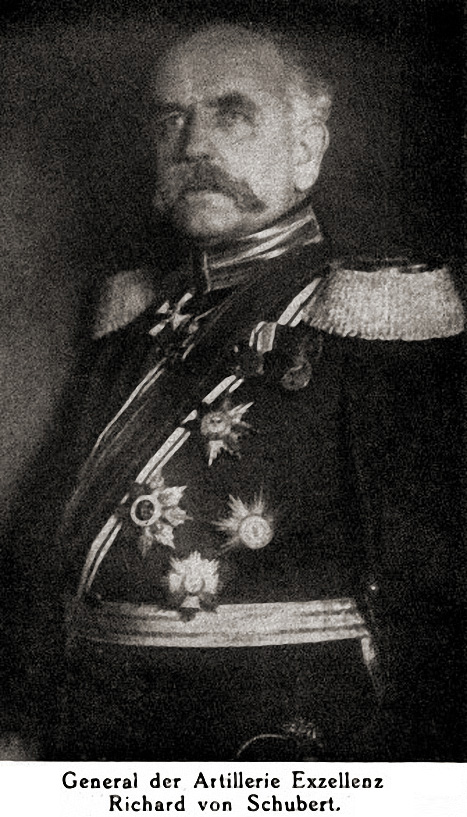
Richard von Schubert

Richard Theodor Ludwig Leopold Schubert, seit 1909 von Schubert (* 19. April 1850 in Wielkibor; † 13. Mai 1933 in Marburg) war ein preußischer Generaloberst im Ersten Weltkrieg.

## Leben

### Herkunft
Richard Schubert war der Sohn des Rittergutbesitzers Theodor Schubert (1816–1890), Herr auf Bogislawitz, Rachelsdorf, Koschine, Kamlow (Kreis Militsch), und dessen Ehefrau Amalie, geborene Lebius. Sein älterer Bruder Conrad schlug ebenfalls eine Militärlaufbahn ein, avancierte später zum Generalleutnant und wurde nach seinem Abschied Politiker.

### Militärkarriere
Schubert besuchte 1858 das Gymnasium in Ostrowo und trat dann am 1. April 1867 als Einjährig-Freiwilliger in das 1. Westfälische Pionier-Bataillon Nr. 7 ein. 1868 kam er zum Feldartillerie-Regiment Nr. 10 nach Hannover, mit dem er als Sekondeleutnant in den Deutsch-Französischen Krieg zog. Ausgezeichnet mit dem Eisernen Kreuz II. Klasse absolvierte er ab 1875 für drei Jahre die Kriegsakademie und wurde im Dreikaiserjahr zum Großen Generalstab kommandiert. Zwischenzeitlich diente er beim Stab des  Brandenburgischen Fußartillerie-Regiments Nr. 3 („General-Feldzeugmeister“). 1894 wechselte er als Chef des Stabes zum II. Armee-Korps unter Hermann von Blomberg. Zwei Jahre später wurde er Kommandeur des 2. Badischen Feldartillerie-Regiments Nr. 30 in Rastatt. Am 15. Juni 1899 folgte die Ernennung zum Kommandeur der 16. Feldartillerie-Brigade in Trier und am 3. Juli 1899 die Beförderung zum Generalmajor. Kurze Zeit darauf übernahm Schubert am 1. Oktober 1899 die 33. Feldartillerie-Brigade in Metz, die er die kommenden drei Jahre kommandierte. Unter gleichzeitiger Beförderung zum Generalleutnant erhielt Schubert am 12. September 1902 das Kommando über die 39. Division in Colmar. Nachdem er das Kommando am 1. Oktober 1906 abgegeben hatte, ernannte man ihn zum Gouverneur der Bundesfestung Ulm.
Am 4. April 1907 wurde Schubert zu den Offizieren von der Armee überführt und am 2. Mai 1907 zum Inspekteur der Feldartillerie ernannt. In dieser Stellung erfolgte am 16. August 1907 seine Beförderung zum General der Artillerie und in Anerkennung seiner Verdienste erhob ihn Kaiser Wilhelm II. am 27. Januar 1909 in den erblichen preußischen Adelsstand. Im gleichn Jahr erhielt Schubert das Großkreuz des Bayerischen Militärverdienstordens sowie des Friedrichs-Ordens und im Jahr darauf den Goldenen Stern zum Großkreuz des Albrechts-Ordens. Unter Stellung à la suite der Feldartillerie-Schießschule stellte man ihn am 4. April 1911 mit der gesetzlichen Pension zur Disposition.
Bei Ausbruch des Ersten Weltkriegs wurde Schubert am 1. August 1914 wiederverwendet und zum Kommandierenden General des XIV. Reserve-Korps ernannt, mit dem er im Verbund mit der 7. Armee an der Westfront zum Einsatz kam. Nach sechs Wochen, am 18. September, wurde er als Nachfolger Paul von Hindenburgs Befehlshaber der 8. Armee an der Ostfront. In strategischer Hinsicht ganz anderer Ansicht als Hermann von François, Kommandierender General des I. Armee-Korps, wurde Schubert am 8. Oktober 1914 von seinem Posten enthoben und dem Großen Hauptquartier zugeteilt. Nach knapp drei Wochen übernahm er dann an der  Westfront in Flandern als Kommandierender General das XXVII. Reserve-Korps der 4. Armee unter Albrecht Herzog von Württemberg. Ende August 1916 mit dem Orden Pour le Mérite ausgezeichnet, folgte er Josias von Heeringen als Befehlshaber der 7. Armee. Am 27. Januar 1917 wurde er zum Generaloberst befördert. Unter Verleihung des Schwarzen Adlerorden mit den Schwertern zum Großkreuz des Roten Adlerordens wurde seine Mobilmachungsbestimmung kurz darauf am 11. März 1917 aufgehoben und Schubert endgültig in den Ruhestand versetzt.
Nach seiner Verabschiedung zog er nach Marburg zurück, wo er die Jahre bis zu seinem Tode im Jahre 1933 streng zurückgezogen lebte.

## Familie
Richard Schubert heiratete am 2. Juni 1885 in Mainz Helene Catharina Maria Wenzel (* 25. Januar 1859), eine Tochter des Mainzer Medizinalrats Carl Wenzel. Das Paar hatte mehrere Kinder, darunter:
- Otto (1886–1971), deutscher Marineoffizier und Direktor der Deutschen Seewarte
- Elisabeth (* 1887) ⚭ René von Schöfer (1883–1954), deutscher Architekt und Hochschullehrer
- Erich (* 1890), deutscher Mediziner
- Helmuth (* 1891), preußischer Offizier